# Spanische Algenbank
Koordinaten: 27° 59′ 28″ N, 15° 22′ 8″ W
Die Spanische Algenbank (spanisch: Banco Español de Algas, Abkürzung: BEA) ist eine Dienstleistung des Zentrums der Marine-Biotechnologie der Universität Las Palmas de Gran Canaria. Die Aufgaben und Zielsetzungen dieser Algenbank sind die Isolierung, Identifizierung, Charakterisierung, Erhaltung und Versorgung von Mikroalgen und Cyanobakterien.